# クロワ＝アン＝テルノワ・サーキット
クロワ＝アン＝テルノワ・サーキット（フランス語: Circuit de Croix-en-Ternois）は、フランス・パ=ド=カレー県クロワ＝アン＝テルノワにあるサーキット。フランス・モータースポーツ連盟に承認されたコースの1つで主にフランスやヨーロッパF3が同コースにて開催された。